# ジョン・マクラフリン・トリオ・ライヴ!
『ジョン・マクラフリン・トリオ・ライヴ!』（原題：Live at the Royal Festival Hall）は、ジョン・マクラフリン・トリオが1989年に録音・1990年に発表したライブ・アルバム。

## 背景
「ジョン・マクラフリン・トリオ」は、マクラフリン、トリロク・グルトゥ、ヨナス・エルボーグにより結成され、その後ベーシストがジェフ・バーリンを経てカイ・エクハルトに交代し、本作がジョン・マクラフリン・トリオ名義の初アルバムとなった。マクラフリンは本作で、ナイロン弦ギターに、フォトン社のMIDIシステムを同期させている。

## 反響・評価
アメリカの『ビルボード』では、コンテンポラリー・ジャズ・アルバム・チャートで3位に達した。リチャード・S・ギネルはオールミュージックにおいて5点満点中4点を付け「このトリオはマクラフリンの、目にも止まらぬスピードを常に維持しながら、よりファンキーな感触も見せつけた演奏を後押ししている」と評している。

## 収録曲
特記なき楽曲はジョン・マクラフリン作。
1. ブルー・イン・グリーン - "Blue in Green" (Miles Davis) - 6:36
2. ジャスト・アイディアズ/ジョージイ - "Just Ideas/Jozy" (Mitchel Forman/John McLaughlin) - 5:31
3. フロリアナポリス - "Florianapolis" - 15:12
4. パシャズ・ラヴ - "Pasha's Love" (Trilok Gurtu) - 7:54
5. マザー・タングズ - "Mother Tongues" - 19:20
6. ブルース・フォーL.W. - "Blues for L.W." - 9:38

## 参加ミュージシャン
- ジョン・マクラフリン - ナイロン弦ギター、ギターシンセサイザー
- カイ・エクハルト - ベース
- トリロク・グルトゥ - パーカッション